# Bat for Lashes
Наташа Кан (енгл. Natasha Khan; Лондон, 25. октобар 1979), познатија као Bat for Lashes (транскр.  Бет фор лешиз), енглеска је певачица, ауторка песама, мултиинструменталисткиња и музичка продуценткиња. Била је и чланица групе Sexwitch.

## Каријера
је на музичкој сцени дебитовала 2006. године, издавањем албума Fur and Gold. То издање је 2007. завредело номинацију за награду Меркјури, а исте године се и спот за сингл What's a Girl to Do? нашао у конкуренцији за награду европског MTV-ја.
Године 2009. објавила је други студијски албум , који је за сада и њено најуспешније издање. Достигао је пето место на званичној британској топ-листи албума, а Наташи Кан је донео још једну номинацију за Меркјури. Песма Daniel са поменутог албума представља и најбоље пласирани сингл ове музичарке на званичној британској топ-листи (стигла је до 36. места).
Године 2012. уследио је трећи студијски албум , који је на званичној британској топ-листи досегао шесту позицију.

## Дискографија

### Студијски албуми
- (2006)
- (2009)
- (2012)
- (2016)
- (2019)
- (2024)

### издања
- (2008)
- (2009)
- (2012)

## Награде и номинације
- Награде Брит

| Година | Категорија               | Номиновано дело | Исход      |
| ------ | ------------------------ | --------------- | ---------- |
| 2008.  | Британски пробој         | —               | Номинација |
| 2008.  | Британски женски солиста | —               | Номинација |
| 2010.  | Британски женски солиста | —               | Номинација |
| 2013.  | Британски женски солиста | —               | Номинација |

- Награда Меркјури

| Година | Категорија   | Номиновано дело | Исход      |
| ------ | ------------ | --------------- | ---------- |
| 2007.  | Албум године |                 | Номинација |
| 2009.  | Албум године |                 | Номинација |
| 2016.  | Албум године |                 | Номинација |

- МТВ европске музичке награде

| Година | Категорија   | Номиновано дело | Исход      |
| ------ | ------------ | --------------- | ---------- |
| 2007.  | Најбољи спот |                 | Номинација |